# Паоло Малдини
Паоло Чезаре Малдини (на италиански: Paolo Cesare Maldini) е бивш италиански футболист, защитник. Смятан е за един от най-добрите защитници за всички времена. Той е син на известния италиански защитник и треньор Чезаре Малдини. Рекордьор е по участия с екипа на Милан – 902 официални мача, капитан на отбора от 1997 г. до 2009 г. Малдини е и футболистът с най-много участия в Серия А – 647 мача. Фланелката с номер 3 в Милан е извадена от употреба в чест на легендарния защитник. Малдини е седемкратен шампион на Италия, печелил е по 5 пъти Шампионската лига, Суперкупата на Европа и Суперкупата на Италия с Милан. Малдини е капитан на Италианския национален отбор от 1994 г. до 2002 г., част е от идеалния отбор на Световното първенство по футбол през 1994 г. За 14 години като национал записва 126 мача за Италия и взема участие на 4 световни и 3 европейски първенства. 

## Клубна Кариера
Паоло Малдини е юноша на Милан. Записва първия си официален мач срещу Удинезе на 20 януари 1985 г. През следващия сезон 17-годишният футболист се утвърждава като титуляр. През 1988 г. печели за пръв път Скудетото и Суперкупата на Италия.
Малдини е част от дрийм тийма на Ариго Саки, спечелил КЕШ и Суперкупата на Европа през 1989 г., както и през 1990 г. През сезон 1991 – 1992 г. Милан печели Серия А, без нито една загуба, а Малдини е част от една от най-добрите защитни линии през 90-те години заедно с Франко Барези, Алесандро Костакурта и Мауро Тасоти. Малдини печели Серия А и през следващите два сезона.
Паоло Малдини играе финал на Шампионската лига през 1993 г., печели финала през 1994 г., играе и финал на Световното първенство през 1994 г. и става първият защитник, спечелил наградата Футболист на годината на ангийското списание World Soccer. Малдини играе във финала на Шампионската лига и през 1995 г., печели петата си титла в Серия А през 1996 г.
Малдини става капитан на Милан след като Франко Барези прекратява кариерата си през 1997 г. и остава първи капитан на отбора до собственото си оттегляне през 2009 г. През 1999 г. печели за шести път Серия А.
Почти през цялата си кариера Малдини играе основно като ляв защитник, спечелвайки репутацията на един от най-добрите защитници за всички времена. След привличането на Алесандро Неста през 2002 г. 34-годишният Малдини заиграва предимно в центъра на защитата, заедно с Алесандро Неста. През 2003 г. печели с обновения от Карло Анчелоти отбор на Милан Купата на Италия и за четвърти път Шампионската лига, ставайки играч на мача. Печели през същата година и Суперкупата на Европа. Седмата си титла в Серия А печели през седващия сезон 2003 – 2004 г.
На 20 февруари 2007 Малдини изиграва мач №100 в Шампионската лига с отбора на Милан. На 23 май 2007 г. играе за осми път финал в Шампионската лига и печели купата за пети път.
На 16 февруари 2008 г. срещу Парма Малдини записва мач №1000 в кариерата си на професионален футболист. За постижението си Паоло Малдини споделя: „Причината за това постижение е една – и тя е, че имам достатъчно късмет, за да избегна сериозни контузии, да играя за велик клуб, да имам такава страст към играта, която да ме кара да играя колкото се може повече и да се забавлявам на терена“.
Малдини слага края на кариерата си слага след мача с Фиорентина на 31 май 2009 г. и е изпратен от тифозите като една от най-големите легенди на Милан.
Малдини е отбелязал 33 гола за Милан. Той е рекордьор по участия с екипа на Милан във всички турнири с 902 официални мача, рекордьор по участия в Серия А – 647 мача, рекордьор по участия в международните турнири – 175 мача, в евротурнирите – 168 мача, както и в дербито между Mилан и Интер.
Паоло Малдини е футоболистът с най-дълга кариера в Милан – 24 г. и 132 дни. Успява да надмине по популярност своя именит баща и се превръща в истинска легенда за Милан. В негова чест фланелката с номер 3 в Милан е извадена от употреба.

## Национален отбор
Паоло Малдини прави своя дебют за Скуадра Адзура на 31 март 1988 г. в приятелски мач срещу Югославия. На Евро 1988 играе във всичките 4 мача на Италия, а на Световното първенство в Италия през 1990 г. играе 7 мача, където Италия завършва на 3-то място.
На Световното първенство в САЩ 1994 г. Малдини е капитан на Италия, където губи финала от Бразилия след изпълнение на дузпи. Избран е в идеалния отбор на първенството, 32 години след като баща му постига същото на Световното първенство през 1962 г.
На Световното първенство във Франция 1998 г. Италия стига до 1/4 финал, отпадайки след изпълнение на дузпи от бъдещия Световен шампион – Франция.
На Евро 2000 Малдини играе финал с Италия, драматично загубен от Франция.
След отпадането на Италия от Южна Корея на 1/8 финал на Световното първенство в Южна Корея и Япония през 2002 г. Малдини слага край на кариерата си в националния отбор на 34 години. Записва 126 участия за Скуадра Адзура, рекорд, подобрен от Фабио Канаваро през 2009 г. За 14 години като национал Малдини е носил рекордните 74 мача капитанската лента на Националния отбор на Италия.

## Статистика

### Клубна кариера
| Клуб              | Сезон             | Серия А | Серия А | Купа на Италия | Купа на Италия | Европейски Турнири1 | Европейски Турнири1 | Други Турнири2 | Други Турнири2 | Общо   | Общо   |
| Клуб              | Сезон             | Мачове  | Голове  | Мачове         | Голове         | Мачове              | Голове              | Мачове         | Голове         | Мачове | Голове |
| ----------------- | ----------------- | ------- | ------- | -------------- | -------------- | ------------------- | ------------------- | -------------- | -------------- | ------ | ------ |
| Милан             | 1984-85           | 1       | 0       | -              | -              | -                   | -                   | -              | -              | 1      | 0      |
| Милан             | 1985-86           | 27      | 0       | 6              | 0              | 6                   | 0                   | 1              | 0              | 40     | 0      |
| Милан             | 1986-87           | 29      | 1       | 7              | 0              | -                   | -                   | 13             | 0              | 37     | 1      |
| Милан             | 1987-88           | 26      | 2       | 1              | 0              | 2                   | 0                   | -              | -              | 29     | 2      |
| Милан             | 1988-89           | 26      | 0       | 7              | 0              | 7                   | 0                   | -              | -              | 40     | 0      |
| Милан             | 1989-90           | 30      | 1       | 6              | 0              | 8                   | 0                   | 3              | 0              | 47     | 1      |
| Милан             | 1990-91           | 26      | 4       | 3              | 0              | 4                   | 0                   | 2              | 0              | 35     | 4      |
| Милан             | 1991-92           | 31      | 3       | 7              | 1              | -                   | -                   | -              | -              | 38     | 4      |
| Милан             | 1992-93           | 31      | 2       | 8              | 0              | 10                  | 1                   | 1              | 0              | 50     | 3      |
| Милан             | 1993-94           | 30      | 1       | 2              | 0              | 10                  | 1                   | 4              | 0              | 46     | 2      |
| Милан             | 1994-95           | 29      | 2       | 1              | 0              | 11                  | 0                   | 2              | 0              | 43     | 2      |
| Милан             | 1995-96           | 30      | 3       | 3              | 0              | 8                   | 0                   | -              | -              | 41     | 3      |
| Милан             | 1996-97           | 26      | 1       | 3              | 0              | 6                   | 0                   | 1              | 0              | 36     | 1      |
| Милан             | 1997-98           | 30      | 0       | 7              | 0              | -                   | -                   | -              | -              | 37     | 0      |
| Милан             | 1998-99           | 31      | 1       | 2              | 0              | -                   | -                   | -              | -              | 33     | 1      |
| Милан             | 1999-00           | 27      | 1       | 4              | 0              | 6                   | 0                   | 1              | 0              | 38     | 1      |
| Милан             | 2000-01           | 31      | 1       | 4              | 0              | 14                  | 0                   | -              | -              | 49     | 1      |
| Милан             | 2001-02           | 15      | 0       | -              | -              | 4                   | 0                   | -              | -              | 19     | 0      |
| Милан             | 2002-03           | 29      | 2       | 1              | 0              | 19                  | 0                   | -              | -              | 49     | 2      |
| Милан             | 2003-04           | 30      | 0       | -              | -              | 9                   | 0                   | 3              | 0              | 42     | 0      |
| Милан             | 2004-05           | 33      | 0       | -              | -              | 13                  | 1                   | 1              | 0              | 47     | 1      |
| Милан             | 2005-06           | 14      | 2       | -              | -              | 9                   | 0                   | -              | -              | 23     | 2      |
| Милан             | 2006-07           | 18      | 1       | -              | -              | 9                   | 0                   | -              | -              | 27     | 1      |
| Милан             | 2007-08           | 17      | 1       | -              | -              | 4                   | 0                   | 2              | 0              | 23     | 1      |
| Милан             | 2008-09           | 30      | 0       | -              | -              | 2                   | 0                   | -              | -              | 32     | 0      |
| Общо за кариерата | Общо за кариерата | 647     | 29      | 72             | 1              | 161                 | 3                   | 22             | 0              | 902    | 33     |

1Европейските турнири включват Шампионска лига и Купа на УЕФА

2Други турнири включват Суперкупа на Италия, Суперкупа на Европа, Междуконтинентална купа и Световно клубно първенство

3Бараж за Купата на УЕФА

### Национален отбор
| Италия | Италия | Италия |
| Година | Мачове | Голове |
| ------ | ------ | ------ |
| 1988   | 10     | 0      |
| 1989   | 7      | 0      |
| 1990   | 11     | 0      |
| 1991   | 8      | 0      |
| 1992   | 7      | 0      |
| 1993   | 5      | 2      |
| 1994   | 12     | 0      |
| 1995   | 7      | 1      |
| 1996   | 7      | 0      |
| 1997   | 11     | 2      |
| 1998   | 11     | 1      |
| 1999   | 7      | 1      |
| 2000   | 11     | 0      |
| 2001   | 7      | 0      |
| 2002   | 5      | 0      |
| Общо   | 126    | 7      |

### Голове с Националния отбор
| Номер | Дата            | Място             | Противник | Резултат | Резултат | Турнир                                               |
| ----- | --------------- | ----------------- | --------- | -------- | -------- | ---------------------------------------------------- |
| 1.    | 20 януари 1993  | Флоренция, Италия | Мексико   | 2–0      | П        | Приятелски мач                                       |
| 2.    | 24 март 1993    | Палермо, Италия   | Малта     | 6–1      | П        | Квалификация за Световното първенство през 1994 г.   |
| 3.    | 11 ноември 1995 | Бари, Италия      | Украйна   | 3–1      | П        | Квалификация за Европейското първенство през 1996 г. |
| 4.    | 29 март 1997    | Триест, Италия    | Молдова   | 3–0      | П        | Квалификация за Световното първенство през 1998 г.   |
| 5.    | 30 април 1997   | Неапол, Италия    | Полша     | 3–0      | П        | Квалификация за Световното първенство през 1998 г.   |
| 6.    | 22 април 1998   | Парма, Италия     | Парагвай  | 3–1      | П        | Приятелски мач                                       |
| 7.    | 5 юни 1999      | Болоня, Италия    | Уелс      | 4–0      | П        | Квалификация за Европейското първенство през 2000 г. |

## Успехи

### Милан
- Шампионска лига – 5 (1989, 1990, 1994, 2003, 2007)
- Суперкупа на Европа – 5 (1989, 1990, 1994, 2003, 2007)
- Световно клубно първенство – 1 (2007)
- Интерконтинентална купа – 2 (1989, 1990)
- Серия А – 7 (1988, 1992, 1993, 1994, 1996, 1999, 2004)
- Купа на Италия – 1 (2003)
- Суперкупа на Италия – 5 (1988, 1992, 1993, 1994, 2004)

### Национален отбор
- Световно първенство – бронз (1990)
- Световно първенство – сребро (1994)
- Европейско първенство – сребро (2000)

### Индивидуални
- Млад футболист на годината в Европа – 1 (1989)
- Идеален отбор на Световното първенство по футбол – 1 (1994)
- Идеален отбор на Европейското първенство по футбол – 3 (1988, 1996, 2000)
- Златната топка – трето място – 2 (1994, 2003)
- Футболист на годината на ФИФА – второ място – 1 (1995)
- Защитник на годината в Шампионската лига – 1 (2007)
- Футболист на мача на Финала на Шампионската лига – 1 (2003)
- Защитник на годината в Серия А – 1 (2004)
- Идеален отбор за годината на ФИФА – 1 (2005)
- Идеален отбор за годината на УЕФА – 2 (2003, 2005)
- Идеален отбор на годината на ESM – 4 (1995, 1996, 2000, 2003)
- ФИФА 100

### Рекорди
- Най-много мачове с екипа на Милан във всички турнири – 902
- Най-много мачове в Серия А – 647
- Най-много мачове с екипа на Милан в Серия А – 647
- Най-много мачове в с екипа на Милан в Международните турнири – 175
- Най-много мачове в с екипа на Милан в Европейските турнири – 168
- Най-много мачове в с екипа на Милан във Шампионската лига – 139
- Най-много изиграни финали на Шампионската лига – 8 (5 победи и 3 загуби) заедно с Франсиско Хенто (6 победи и 2 загуби)
- Най-много изиграни финали на Шампионската лига с екипа на Милан – 8
- Най-млад играч в историята на Милан – 16 г. и 208 дни (срещу Удинезе, 20 януари 1985 г.)
- Най-дълга кариера в Милан – 24 г. и 132 дни (20 януари 1985 г. – 31 май 2009 г.)
- Най-много изиграни минути на Световни първенства – 2216
- Най-много международни трофеи с екипа на Милан-13

### Ордени
- Носител на Орден за заслуги към Италианската Република четвърта степен (офицер): 2000
- Носител на Орден за заслуги към Италианската Република пета степен (рицар): 1991